# بينوت أنغبوا

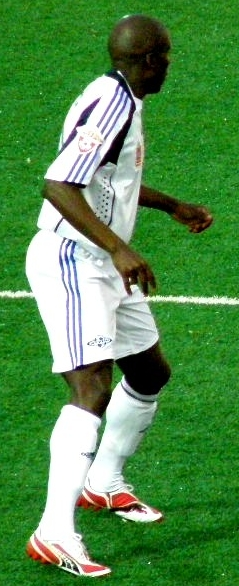
بينوت أنغبوا

بينوت كريستيان أنغبوا أوسوميانغ Benoit Angbwa (بالفرنسية: Benoît Angbwa)‏، من مواليد 1 يناير 1982 في غارونا في الكاميرون، لاعب كرة قدم كاميروني.
بدأ مسيرته الكروية مع نادي فوفو باهام في عام 2000، وفي موسم 2000/2001 انتقل إلى نادي مونبيلييه الفرنسي، وفي عام 2002 انتقل إلى نادي ناسيونال، ولعب معهم حتى عام 2004، وشارك معهم في 38 مباراة وسجل 4 أهداف، وفي موسم 2004/2005 انتقل إلى نادي ليل الفرنسي، ولعب معهم في 20 مباراة، وفي عام 2006 انتقل إلى نادي كريلا سوفيتوف سامارا الروسي، ولعب معهم حتى عام 2007، وشارك معهم في 44 مباراة، ومنذ عام 2008 وهو يلعب مع نادي ساتورن موسكو أوبلاست.
منذ عام 2005 وهو يلعب مع منتخب الكاميرون لكرة القدم.

## روابط خارجية
- بينوت أنغبوا على موقع قاعدة بيانات كرة القدم.إي يو (الإنجليزية)
- بينوت أنغبوا على موقع ناشيونال فوتبول تيمز (الإنجليزية)
- بينوت أنغبوا على موقع Soccerway.com (الإنجليزية)
- بينوت أنغبوا على موقع عالم كرة القدم.نت (الإنجليزية)
- بينوت أنغبوا على موقع AS.com (الإسبانية)